# Sumber Arum (Songgon)
Sumber Arum is een bestuurslaag in het regentschap Banyuwangi van de provincie Oost-Java, Indonesië. Sumber Arum telt 5299 inwoners (volkstelling 2010).